# Red Natura 2000 en Castilla y León
La Red Natura 2000 es un sistema de protección de espacios y valores naturales de la Unión Europea. Se trata de una red ecológica de ámbito europeo que tiene como objetivo contribuir a la conservación de la biodiversidad en el continente.
Esta red está configurada y regulada por dos directivas europeas, conocidas como Directiva de Aves y Directiva de Hábitats. Estas, a su vez, establecen las denominadas Zonas de Especial Protección para las Aves (ZEPA) y Lugares de Importancia Comunitaria (LIC) que, posteriormente, han de ser declarados Zonas Especiales de Conservación (ZEC). Según la Directiva Hábitats, la red debe garantizar el mantenimiento o, en su caso, el restablecimiento en un estado de conservación favorable de las especies y de los hábitats naturales de interés comunitario, así como de los hábitats de las especies en su área de distribución natural. A tal fin los estados de la Unión Europea deben fijar las medidas de conservación necesarias que respondan a las exigencias ecológicas de las especies y los hábitats naturales, tomando también en consideración las exigencias económicas, sociales y culturales, así como las particularidades regionales y locales de la población.
La transposición de ambas directivas al ordenamiento jurídico español se realizó con la Ley 42/2007, de 13 de diciembre, del Patrimonio Natural y de la Biodiversidad. En esta última se establece régimen jurídico básico para la «conservación, uso sostenible, mejora y restauración del patrimonio natural y de la biodiversidad, como parte del deber de conservar y del derecho a disfrutar de un medio ambiente adecuado para el desarrollo de la persona, establecido en el artículo 45.2 de la Constitución».
Los antecedentes de la Red Natura 2000 en Castilla y León datan de los años ochenta del pasado siglo, cuando se designan las primeras doce ZEPA de la comunidad. En la actualidad, la contribución de Castilla y León a la Red Natura 2000 puede considerarse de notable importancia y fiel reflejo de la gran diversidad de su territorio. Esta comunidad autónoma ha incorporado a las listas de Lugares de Importancia Comunitaria de las regiones biogeográficas mediterránea y atlántica un total de 120 áreas con una superficie de 1 890 597 ha, y se han incluido en la lista nacional 70 zonas de especial protección para las aves, con una superficie de 1 997 971 ha. En conjunto, y descontando solapamientos, Castilla y León aporta a la red Natura 2000 170 sitios con una superficie de 2 461 708 ha, lo que representa el 26,13% de la superficie total castellano y leonesa.

## La Red
Cada estado miembro de la Unión Europea contribuye a la constitución de la Red Natura 2000 en función de la representación que tengan en su territorio los tipos de hábitats naturales y los hábitats de especies referidas en la normativa europea, designando los lugares y zonas especiales de conservación, teniendo en cuenta los objetivos pretendidos.
La directiva establece la protección de un conjunto de tipos de hábitats de interés comunitario representativos de las distintas regiones biogeográficas europeas. Así, en el anexo I de la directiva se recogen más de 200 tipos de hábitats sobre la base de los criterios de escasez, singularidad o por constituir los medios naturales o seminaturales. También se establece la protección de especies de interés comunitario, incluyendo especies amenazadas y endémicas. Además en sus anexos, la directiva incluye más de 300 especies de animales y 500 de vegetales para toda la Unión Europea y establece como principal medida de protección la conservación de sus hábitats.
Esta red de espacios protegidos está formada por las Zonas de Especial Protección para las Aves (ZEPA), que se incorporan directamente a la red y que están declaradas en virtud de la aplicación de la Directiva de Aves, y por las Zonas de Especial Conservación (ZEC), que se declaran a partir de las listas de Lugares de Importancia Comunitaria (LIC) presentadas por los Estados miembros de la Unión Europea.

## La Red en España
La Directiva de Hábitats fue traspuesta al ordenamiento jurídico español por el Real Decreto 1997/1995, que en su artículo 3 establece la creación de la red ecológica europea de zonas de especial conservación.
En España son las comunidades autónomas las competente para designar los lugares y las zonas especiales de conservación. Estas son por tanto las que elaboraron las listas de los lugares correspondientes a sus respectivos territorios. Para el inicio de este proceso de declaración de zona de especial protección, la normativa exige que se tengan en cuenta los criterios técnicos establecidos y la información científica disponible, con indicación de los tipos de hábitats y de las especies autóctonas existentes en dichos lugares. Una vez elaboradas las listas, han de ser trasladadas al Ministerio de Agricultura, Pesca y Alimentación que, de acuerdo con los criterios de selección legalmente establecidos, las proponga a la Comisión Europea a través del cauce correspondiente.

## La Red en Castilla y León
La contribución de Castilla y León a la Red Natura 2000 puede considerarse de notable importancia y fiel reflejo de la gran diversidad de su territorio. Esta comunidad autónoma ha incorporado a las listas de Lugares de Importancia Comunitaria de las regiones biogeográficas mediterránea y atlántica un total de 120 áreas con una superficie de 1 890 597 ha, y se han incluido en la lista nacional 70 ZEPA con una superficie de 1 997 971 ha. En conjunto, y descontando solapamientos, Castilla y León aporta a la red Natura 2000 un total de 170 sitios con una superficie de 2 461 708 ha, lo que representa el 26,13% de la superficie total castellano y leonesa.